# Chinese Football Association Yi League
De Chinese Football Association Yi League, kortweg Yi League en ook China League Two genoemd, is het derde niveau van het voetbal in China.
Er zijn twee groepen in de China League Two: een noordelijke en een zuidelijke. De vier beste teams van elke groep doen na afloop van de reguliere competitie mee aan de play-off voor de promotie naar de China League One. Er is degradatie naar de regionaal opgezette CMCL.

## Kampioenen
- 1989: Foshan
- 1990: Jilin FC
- 1991: Shandong
- 1992: Shandong Economic and Trade Commission
- 1993: geen
- 1994: Shenzhen FC
- 1995: Shanghai Pudong
- 1996: Tianjin Vanke
- 1997: Jiangsu Jiajia
- 1998: Guangzhou Baiyunshan
- 1999: Henan Construction
- 2000: Sichuan Mianyang
- 2001: Dalian Sidelong
- 2002: Harbin Lange
- 2003: Dalian Sundy
- 2004: Shanghai The9
- 2005: Nanchang Bayi Hengyuan
- 2006: Beijing BIT
- 2007: Shanghai Dongya
- 2008: Shenyang Dongjin
- 2009: Hunan Billows
- 2010: Dalian Aerbin
- 2011: Harbin Yiteng
- 2012: Guizhou Zhicheng
- 2013: Qingdao Hainiu
- 2014: Jiangxi Liansheng
- 2015: Meizhou Kejia
- 2016: Lijiang Jiayunhao
- 2017: Heilongjiang Lava Spring
- 2018: Sichuan Longfor
- 2019: Shenyang Urban
- 2020: Wuhan Three Towns
- 2021: Qingdao Jonoon
- 2022: Jinan Xingzhou
- 2023: Chongqing Tonglianglong